# Guioa normanbiensis
Guioa normanbiensis là một loài thực vật thuộc họ Sapindaceae. Đây là loài đặc hữu của Papua New Guinea.